# Élections municipales de 2026 dans la Vienne
Pour un article plus général, voir Élections municipales françaises de 2026.
Les élections municipales dans la Vienne sont prévues en mars 2026. Cette page ne traite que les communes de 3 000 habitants et plus dans la Vienne.

## Résultats à l'échelle du département

### Maires sortants et maires élus
| Commune                        | Population (en 2022) | Maire sortant(e)       | Parti | Parti | Maire élu(e) | Parti | Parti |
| ------------------------------ | -------------------- | ---------------------- | ----- | ----- | ------------ | ----- | ----- |
| Boivre-la-Vallée               | 3 041                | Dany Dubernard         |       | SE    |              |       |       |
| Buxerolles                     | 10 253               | Gérald Blanchard       |       | DVD   |              |       |       |
| Chasseneuil-du-Poitou          | 4 776                | Claude Eidelstein      |       | DVD   |              |       |       |
| Châtellerault                  | 31 105               | Jean-Pierre Abelin     |       | UDI   |              |       |       |
| Chauvigny                      | 7 037                | Gérard Herbert         |       | DVD   |              |       |       |
| Dissay                         | 3 143                | Michel François        |       | DVG   |              |       |       |
| Fontaine-le-Comte              | 3 971                | Sylvie Aubert          |       | DVG   |              |       |       |
| Jaunay-Marigny                 | 7 597                | Jérôme Neveux          |       | UDI   |              |       |       |
| Ligugé                         | 3 429                | Bernard Mauzé          |       | SE    |              |       |       |
| Loudun                         | 6 791                | Joël Dazas             |       | DVD   |              |       |       |
| Mignaloux-Beauvoir             | 5 224                | Dany Coineau           |       | PS    |              |       |       |
| Migné-Auxances                 | 6 276                | Florence Jardin        |       | DVG   |              |       |       |
| Montamisé                      | 3 710                | Corine Sauvage         |       | DVG   |              |       |       |
| Montmorillon                   | 5 867                | Bernard Blanchet       |       | DVG   |              |       |       |
| Naintré                        | 5 954                | Christian Michaud      |       | DVG   |              |       |       |
| Neuville-de-Poitou             | 5 465                | Séverine Saint-Pé      |       | HOR   |              |       |       |
| Poitiers                       | 89 472               | Léonore Moncond'huy    |       | LÉ    |              |       |       |
| Saint-Benoît                   | 7 306                | Bernard Peterlongo     |       | DVD   |              |       |       |
| Saint-Georges-lès-Baillargeaux | 4 345                | Éric Ghirlanda         |       | DVD   |              |       |       |
| Saint-Martin-la-Pallu          | 5 663                | Henri Renaudeau        |       | DVD   |              |       |       |
| Valence-en-Poitou              | 4 323                | Philippe Bellin        |       | DVG   |              |       |       |
| Vivonne                        | 4 505                | Rose-Marie Bertaud     |       | LR    |              |       |       |
| Vouillé                        | 3 707                | Éric Martin            |       | SE    |              |       |       |
| Vouneuil-sous-Biard            | 6 245                | Jean-Charles Auzanneau |       | DVC   |              |       |       |

### Résultats en nombre de maires
| Partis       | Partis                               | Maires sortants | Maires élus | Évolution |
| ------------ | ------------------------------------ | --------------- | ----------- | --------- |
|              | Divers gauche                        | 7               |             |           |
|              | Les Écologistes                      | 1               |             |           |
|              | Parti socialiste                     | 1               |             |           |
| Total gauche | Total gauche                         | 9               |             |           |
|              | Divers droite                        | 7               |             |           |
|              | Les Républicains                     | 1               |             |           |
| Total droite | Total droite                         | 8               |             |           |
|              | Union des démocrates et indépendants | 2               |             |           |
|              | Divers centre                        | 1               |             |           |
|              | Horizons                             | 1               |             |           |
| Total centre | Total centre                         | 4               |             |           |
|              | Sans étiquette                       | 3               |             |           |
| Total        | Total                                | 24              | 24          | -         |

## Résultats dans les communes de plus de 3 000 habitants

### Boivre-la-Vallée
- Maire sortant : Dany Dubernard (SE)
- 27 sièges à pourvoir au conseil municipal (population légale 2022 : 3 041 habitants)
- 3 sièges à pourvoir au conseil communautaire (CC du Haut-Poitou)

| Tête de liste | Tête de liste | Parti(s) | Nuance | Premier tour | Premier tour | Second tour | Second tour | Sièges | Sièges |
| Tête de liste | Tête de liste | Parti(s) | Nuance | Voix         | %            | Voix        | %           | CM     | CC     |
| ------------- | ------------- | -------- | ------ | ------------ | ------------ | ----------- | ----------- | ------ | ------ |

### Buxerolles
- Maire sortant : Gérald Blanchard (DVD)
- 33 sièges à pourvoir au conseil municipal (population légale 2022 : 10 253 habitants)
- 4 sièges à pourvoir au conseil communautaire (Grand Poitiers)

| Tête de liste            | Tête de liste    | Parti(s) | Nuance | Premier tour | Premier tour | Second tour | Second tour | Sièges | Sièges |
| Tête de liste            | Tête de liste    | Parti(s) | Nuance | Voix         | %            | Voix        | %           | CM     | CC     |
| ------------------------ | ---------------- | -------- | ------ | ------------ | ------------ | ----------- | ----------- | ------ | ------ |
|                          | Ludovic Devergne | DVG      |        |              |              |             |             |        |        |
|                          |                  |          |        |              |              |             |             |        |        |
| Exprimés                 |                  |          |        |              |              |             |             |        |        |
| Votes blancs             |                  |          |        |              |              |             |             |        |        |
| Votes nuls               |                  |          |        |              |              |             |             |        |        |
| Total                    | Total            | Total    | Total  |              | 100          |             | 100         | 33     | 4      |
| Absentions               |                  |          |        |              |              |             |             |        |        |
| Inscrits / participation |                  |          |        |              |              |             |             |        |        |

### Chasseneuil-du-Poitou
- Maire sortant : Claude Eidelstein (DVD)
- 27 sièges à pourvoir au conseil municipal (population légale 2022 : 4 776 habitants)
- 1 siège à pourvoir au conseil communautaire (Grand Poitiers)

| Tête de liste | Tête de liste | Parti(s) | Nuance | Premier tour | Premier tour | Second tour | Second tour | Sièges | Sièges |
| Tête de liste | Tête de liste | Parti(s) | Nuance | Voix         | %            | Voix        | %           | CM     | CC     |
| ------------- | ------------- | -------- | ------ | ------------ | ------------ | ----------- | ----------- | ------ | ------ |

### Châtellerault
- Maire sortant : Jean-Pierre Abelin (UDI)
- 39 sièges à pourvoir au conseil municipal (population légale 2022 : 31 105 habitants)
- 28 sièges à pourvoir au conseil communautaire (CA Grand Châtellerault)

| Tête de liste | Tête de liste | Parti(s) | Nuance | Premier tour | Premier tour | Second tour | Second tour | Sièges | Sièges |
| Tête de liste | Tête de liste | Parti(s) | Nuance | Voix         | %            | Voix        | %           | CM     | CC     |
| ------------- | ------------- | -------- | ------ | ------------ | ------------ | ----------- | ----------- | ------ | ------ |

### Chauvigny
- Maire sortant : Gérard Herbert (DVD)
- 29 sièges à pourvoir au conseil municipal (population légale 2022 : 7 037 habitants)
- 2 sièges à pourvoir au conseil communautaire (Grand Poitiers)

| Tête de liste | Tête de liste | Parti(s) | Nuance | Premier tour | Premier tour | Second tour | Second tour | Sièges | Sièges |
| Tête de liste | Tête de liste | Parti(s) | Nuance | Voix         | %            | Voix        | %           | CM     | CC     |
| ------------- | ------------- | -------- | ------ | ------------ | ------------ | ----------- | ----------- | ------ | ------ |

### Dissay
- Maire sortant : Michel François (DVG)
- 23 sièges à pourvoir au conseil municipal (population légale 2022 : 3 143 habitants)
- 1 siège à pourvoir au conseil communautaire (Grand Poitiers)

| Tête de liste | Tête de liste | Parti(s) | Nuance | Premier tour | Premier tour | Second tour | Second tour | Sièges | Sièges |
| Tête de liste | Tête de liste | Parti(s) | Nuance | Voix         | %            | Voix        | %           | CM     | CC     |
| ------------- | ------------- | -------- | ------ | ------------ | ------------ | ----------- | ----------- | ------ | ------ |

### Fontaine-le-Comte
- Maire sortante : Sylvie Aubert (DVG)
- 29 sièges à pourvoir au conseil municipal (population légale 2022 : 3 971 habitants)
- 1 siège à pourvoir au conseil communautaire (Grand Poitiers)

| Tête de liste | Tête de liste | Parti(s) | Nuance | Premier tour | Premier tour | Second tour | Second tour | Sièges | Sièges |
| Tête de liste | Tête de liste | Parti(s) | Nuance | Voix         | %            | Voix        | %           | CM     | CC     |
| ------------- | ------------- | -------- | ------ | ------------ | ------------ | ----------- | ----------- | ------ | ------ |

### Jaunay-Marigny
- Maire sortant : Jérôme Neveux (UDI)
- 33 sièges à pourvoir au conseil municipal (population légale 2022 : 7 597 habitants)
- 3 sièges à pourvoir au conseil communautaire (Grand Poitiers)

| Tête de liste | Tête de liste | Parti(s) | Nuance | Premier tour | Premier tour | Second tour | Second tour | Sièges | Sièges |
| Tête de liste | Tête de liste | Parti(s) | Nuance | Voix         | %            | Voix        | %           | CM     | CC     |
| ------------- | ------------- | -------- | ------ | ------------ | ------------ | ----------- | ----------- | ------ | ------ |

### Ligugé
- Maire sortant : Bernard Mauzé (SE)
- 23 sièges à pourvoir au conseil municipal (population légale 2022 : 3 429 habitants)
- 1 siège à pourvoir au conseil communautaire (Grand Poitiers)

| Tête de liste | Tête de liste | Parti(s) | Nuance | Premier tour | Premier tour | Second tour | Second tour | Sièges | Sièges |
| Tête de liste | Tête de liste | Parti(s) | Nuance | Voix         | %            | Voix        | %           | CM     | CC     |
| ------------- | ------------- | -------- | ------ | ------------ | ------------ | ----------- | ----------- | ------ | ------ |

### Loudun
- Maire sortant : Joël Dazas (DVD)
- 29 sièges à pourvoir au conseil municipal (population légale 2022 : 6 791 habitants)
- 17 sièges à pourvoir au conseil communautaire (CC du Pays Loudunais)

| Tête de liste | Tête de liste | Parti(s) | Nuance | Premier tour | Premier tour | Second tour | Second tour | Sièges | Sièges |
| Tête de liste | Tête de liste | Parti(s) | Nuance | Voix         | %            | Voix        | %           | CM     | CC     |
| ------------- | ------------- | -------- | ------ | ------------ | ------------ | ----------- | ----------- | ------ | ------ |

### Mignaloux-Beauvoir
- Maire sortante : Dany Coineau (PS)
- 29 sièges à pourvoir au conseil municipal (population légale 2022 : 5 224 habitants)
- 1 siège à pourvoir au conseil communautaire (Grand Poitiers)

| Tête de liste | Tête de liste | Parti(s) | Nuance | Premier tour | Premier tour | Second tour | Second tour | Sièges | Sièges |
| Tête de liste | Tête de liste | Parti(s) | Nuance | Voix         | %            | Voix        | %           | CM     | CC     |
| ------------- | ------------- | -------- | ------ | ------------ | ------------ | ----------- | ----------- | ------ | ------ |

### Migné-Auxances
- Maire sortant : Florence Jardin (DVG)
- 29 sièges à pourvoir au conseil municipal (population légale 2022 : 6 276 habitants)
- 1 siège à pourvoir au conseil communautaire (Grand Poitiers)

| Tête de liste | Tête de liste | Parti(s) | Nuance | Premier tour | Premier tour | Second tour | Second tour | Sièges | Sièges |
| Tête de liste | Tête de liste | Parti(s) | Nuance | Voix         | %            | Voix        | %           | CM     | CC     |
| ------------- | ------------- | -------- | ------ | ------------ | ------------ | ----------- | ----------- | ------ | ------ |

### Montamisé
- Maire sortante : Corine Sauvage (DVG)
- 27 sièges à pourvoir au conseil municipal (population légale 2022 : 3 710 habitants)
- 1 siège à pourvoir au conseil communautaire (Grand Poitiers)

| Tête de liste | Tête de liste | Parti(s) | Nuance | Premier tour | Premier tour | Second tour | Second tour | Sièges | Sièges |
| Tête de liste | Tête de liste | Parti(s) | Nuance | Voix         | %            | Voix        | %           | CM     | CC     |
| ------------- | ------------- | -------- | ------ | ------------ | ------------ | ----------- | ----------- | ------ | ------ |

### Montmorillon
- Maire sortant : Bernard Blanchet (DVG)
- 29 sièges à pourvoir au conseil municipal (population légale 2022 : 5 867 habitants)
- 11 sièges à pourvoir au conseil communautaire (CC Vienne et Gartempe)

| Tête de liste | Tête de liste | Parti(s) | Nuance | Premier tour | Premier tour | Second tour | Second tour | Sièges | Sièges |
| Tête de liste | Tête de liste | Parti(s) | Nuance | Voix         | %            | Voix        | %           | CM     | CC     |
| ------------- | ------------- | -------- | ------ | ------------ | ------------ | ----------- | ----------- | ------ | ------ |

### Naintré
- Maire sortant : Christian Michaud (DVG)
- 29 sièges à pourvoir au conseil municipal (population légale 2022 : 5 954 habitants)
- 5 sièges à pourvoir au conseil communautaire (CA Grand Châtellerault)

| Tête de liste | Tête de liste | Parti(s) | Nuance | Premier tour | Premier tour | Second tour | Second tour | Sièges | Sièges |
| Tête de liste | Tête de liste | Parti(s) | Nuance | Voix         | %            | Voix        | %           | CM     | CC     |
| ------------- | ------------- | -------- | ------ | ------------ | ------------ | ----------- | ----------- | ------ | ------ |

### Neuville-de-Poitou
- Maire sortante : Séverine Saint-Pé (HOR)
- 29 sièges à pourvoir au conseil municipal (population légale 2022 : 5 465 habitants)
- 6 sièges à pourvoir au conseil communautaire (CC du Haut-Poitou)

| Tête de liste | Tête de liste | Parti(s) | Nuance | Premier tour | Premier tour | Second tour | Second tour | Sièges | Sièges |
| Tête de liste | Tête de liste | Parti(s) | Nuance | Voix         | %            | Voix        | %           | CM     | CC     |
| ------------- | ------------- | -------- | ------ | ------------ | ------------ | ----------- | ----------- | ------ | ------ |

### Poitiers
- Maire sortante : Léonore Moncond'huy (LÉ)
- 53 sièges à pourvoir au conseil municipal (population légale 2022 : 89 472 habitants)
- 37 sièges à pourvoir au conseil communautaire (Grand Poitiers)

| Tête de liste | Tête de liste | Parti(s) | Nuance | Premier tour | Premier tour | Second tour | Second tour | Sièges | Sièges |
| Tête de liste | Tête de liste | Parti(s) | Nuance | Voix         | %            | Voix        | %           | CM     | CC     |
| ------------- | ------------- | -------- | ------ | ------------ | ------------ | ----------- | ----------- | ------ | ------ |

### Saint-Benoît
- Maire sortant : Bernard Peterlongo (DVD)
- 29 sièges à pourvoir au conseil municipal (population légale 2022 : 7 306 habitants)
- 3 sièges à pourvoir au conseil communautaire (Grand Poitiers)

| Tête de liste | Tête de liste | Parti(s) | Nuance | Premier tour | Premier tour | Second tour | Second tour | Sièges | Sièges |
| Tête de liste | Tête de liste | Parti(s) | Nuance | Voix         | %            | Voix        | %           | CM     | CC     |
| ------------- | ------------- | -------- | ------ | ------------ | ------------ | ----------- | ----------- | ------ | ------ |

### Saint-Georges-lès-Baillargeaux
- Maire sortant : Éric Ghirlanda (DVD)
- 27 sièges à pourvoir au conseil municipal (population légale 2022 : 4 345 habitants)
- 1 siège à pourvoir au conseil communautaire (Grand Poitiers)

| Tête de liste | Tête de liste | Parti(s) | Nuance | Premier tour | Premier tour | Second tour | Second tour | Sièges | Sièges |
| Tête de liste | Tête de liste | Parti(s) | Nuance | Voix         | %            | Voix        | %           | CM     | CC     |
| ------------- | ------------- | -------- | ------ | ------------ | ------------ | ----------- | ----------- | ------ | ------ |

### Saint-Martin-la-Pallu
- Maire sortant : Henri Renaudeau (DVD)
- 33 sièges à pourvoir au conseil municipal (population légale 2022 : 5 663 habitants)
- 7 sièges à pourvoir au conseil communautaire (CC du Haut-Poitou)

| Tête de liste | Tête de liste | Parti(s) | Nuance | Premier tour | Premier tour | Second tour | Second tour | Sièges | Sièges |
| Tête de liste | Tête de liste | Parti(s) | Nuance | Voix         | %            | Voix        | %           | CM     | CC     |
| ------------- | ------------- | -------- | ------ | ------------ | ------------ | ----------- | ----------- | ------ | ------ |

### Valence-en-Poitou
- Maire sortant : Philippe Bellin (DVG)
- 29 sièges à pourvoir au conseil municipal (population légale 2022 : 4 323 habitants)
- 7 sièges à pourvoir au conseil communautaire (CC du Civraisien en Poitou)

| Tête de liste | Tête de liste | Parti(s) | Nuance | Premier tour | Premier tour | Second tour | Second tour | Sièges | Sièges |
| Tête de liste | Tête de liste | Parti(s) | Nuance | Voix         | %            | Voix        | %           | CM     | CC     |
| ------------- | ------------- | -------- | ------ | ------------ | ------------ | ----------- | ----------- | ------ | ------ |

### Vivonne
- Maire sortante : Rose-Marie Bertaud (LR)
- 27 sièges à pourvoir au conseil municipal (population légale 2022 : 4 505 habitants)
- 6 sièges à pourvoir au conseil communautaire (CC des Vallées du Clain)

| Tête de liste | Tête de liste | Parti(s) | Nuance | Premier tour | Premier tour | Second tour | Second tour | Sièges | Sièges |
| Tête de liste | Tête de liste | Parti(s) | Nuance | Voix         | %            | Voix        | %           | CM     | CC     |
| ------------- | ------------- | -------- | ------ | ------------ | ------------ | ----------- | ----------- | ------ | ------ |

### Vouillé
- Maire sortant : Éric Martin (SE)
- 27 sièges à pourvoir au conseil municipal (population légale 2022 : 3 707 habitants)
- 4 sièges à pourvoir au conseil communautaire (CC du Haut-Poitou)

| Tête de liste | Tête de liste | Parti(s) | Nuance | Premier tour | Premier tour | Second tour | Second tour | Sièges | Sièges |
| Tête de liste | Tête de liste | Parti(s) | Nuance | Voix         | %            | Voix        | %           | CM     | CC     |
| ------------- | ------------- | -------- | ------ | ------------ | ------------ | ----------- | ----------- | ------ | ------ |

### Vouneuil-sous-Biard
- Maire sortant : Jean-Charles Auzanneau (DVC)
- 29 sièges à pourvoir au conseil municipal (population légale 2022 : 6 245 habitants)
- 2 sièges à pourvoir au conseil communautaire (Grand Poitiers)

| Tête de liste | Tête de liste | Parti(s) | Nuance | Premier tour | Premier tour | Second tour | Second tour | Sièges | Sièges |
| Tête de liste | Tête de liste | Parti(s) | Nuance | Voix         | %            | Voix        | %           | CM     | CC     |
| ------------- | ------------- | -------- | ------ | ------------ | ------------ | ----------- | ----------- | ------ | ------ |